# Simon Makienok
Simon Makienok Christoffersen (Næstved, 21 novembre 1990) è un calciatore danese, attaccante dell'Hvidovre.

## Biografia
Il 6 settembre 2014 si è sposato con la modella e conduttrice televisiva danese Ibi Støving, con cui era fidanzato da circa un anno. Il 3 dicembre 2019 la coppia ha annunciato di non stare più insieme. Oltre ad essere un calciatore, è anche amante della formula 1. Durante la guerra in Ucraina il calciatore, assieme alla nuova compagna, ha dimostrato la sua sensibilità verso la situazione attuale accogliendo un profugo ucraino in casa.

## Caratteristiche tecniche
È un attaccante abile nel gioco aereo che oltre a svolgere il tradizionale ruolo di finalizzatore si occupa anche di ricevere palla lontano dalla porta, partecipando in prima persona all'impostazione della manovra d'attacco.
Dal punto di vista tattico ha quasi sempre giocato come unica punta, supportato da diversi trequartisti.

## Carriera

### Club

#### Herfølge, HB Køge e Brøndby
Makienok cominciò la carriera con la maglia dello Herfølge. Passò poi allo HB Køge, per cui debuttò nella Superligaen il 19 luglio 2009, sostituendo Henrik Toft nel pareggio casalingo per 1-1 contro il Silkeborg. Il 21 novembre arrivò il primo gol nella massima divisione danese, nella sconfitta per 1-2 contro il Nordsjælland.
Il 28 gennaio 2012 venne ingaggiato dal Brøndby, a cui si legò con un contratto valido per i successivi quattro anni e mezzo; il giocatore scelse di vestire la maglia numero 9. Debuttò il 4 marzo 2012, schierato titolare nella vittoria per 1-0 sul SønderjyskE. Il 18 marzo realizzò la prima rete nel successo per 1-2 sul campo del Nordsjælland.

#### Palermo
Il 29 agosto 2014 il Brøndby annuncia di aver trovato l'accordo con il Palermo per la cessione del giocatore in cambio di 17 milioni di corone (circa 2,3 milioni di euro); nel frattempo anche Makienok trova l'accordo con la società italiana e il giorno successivo firma un contratto quadriennale scegliendo la maglia numero 11. Esordisce in rosanero e nel campionato italiano il 15 settembre seguente, nella partita della seconda giornata di Serie A persa per 2-1 in casa dell'Hellas Verona: entra in campo all'86' al posto di Zouhair Feddal. Rimasto ai margini della rosa per scelta tecnica durante gran parte la stagione, viene convocato per la partita della 31ª giornata contro il Genoa, a quasi sette mesi dalla sua ultima presenza dalla lista dei convocati per un incontro di campionato.

#### Prestito al Charlton e al Preston
Il 1º luglio 2015 passa in prestito fino a fine stagione al Charlton. Il 7 giugno 2016 va in prestito al Preston, club militante in Championship.

#### St. Pauli
Il 29 agosto 2020, si trasferisce a titolo gratuito al St. Pauli, per far fronte alla partenza dell'attaccante olandese Henk Veerman, in direzione Heerenveen. Dopo la firma, Makienok ha dichiarato di aver sempre percepito il club come "un club speciale", di cui condivideva i valori di "uguaglianza, tolleranza e rispetto". Lo stesso giorno in cui è stato annunciato l'acquisto, il tabloid danese B.T. ha rivelato che Makienok aveva rifiutato un'offerta dal club danese della Superligaen OB Odense.

#### Horsens
Il 31 agosto 2022, giorno della scadenza del contratto con il club tedesco, si unisce all'AC Horsens, club militante nella Superligaen danese, firmando un contratto valido fino a giugno 2023.

### Nazionale
Esordì in Nazionale nel 2009, con la formazione Under-19, disputando in quell'anno 8 partite con un gol all'attivo.
Dal 2009 al 2011 fece parte della formazione Under-20, con cui giocò 3 partite senza segnare.
Nel 2011 esordì con la selezione Under-21, giocando 13 partite fino al 2013, segnando due reti.
Esordì per la Nazionale maggiore nella King's Cup 2012. Il 15 gennaio 2012, infatti, fu titolare nel pareggio per 1-1 contro la Norvegia, in cui segnò il gol della sua squadra. Fu il capocannoniere di questa edizione della coppa con due reti (l'altra segnata nella terza e ultima partita contro la Thailandia) in tre partite, insieme a Kim Hyun-Sung e Seo Jung-Jini. Queste presenze non furono comunque considerate ufficiali dalla sua federazione.
Il 22 marzo 2013 subentrò ad Andreas Cornelius in occasione della vittoria per 0-3 sul campo della Repubblica Ceca, in una sfida valida per le qualificazioni al campionato del mondo 2014. Effettuò così il suo debutto, riconosciuto stavolta dalla federazione.

## Statistiche

### Presenze e reti nei club
Statistiche aggiornate al 19 ottobre 2014.
| Stagione        | Club              | Campionato      | Campionato | Campionato | Coppe nazionali | Coppe nazionali | Coppe nazionali | Coppe continentali | Coppe continentali | Coppe continentali | Supercoppe | Supercoppe | Supercoppe | Totale | Totale |
| Stagione        | Club              | Comp            | Pres       | Reti       | Comp            | Pres            | Reti            | Comp               | Pres               | Reti               | Comp       | Pres       | Reti       | Pres   | Reti   |
| --------------- | ----------------- | --------------- | ---------- | ---------- | --------------- | --------------- | --------------- | ------------------ | ------------------ | ------------------ | ---------- | ---------- | ---------- | ------ | ------ |
| 2008-2009       | Herfølge          | 1D              | 4          | 0          | CD              | 0               | 0               | -                  | -                  | -                  | -          | -          | -          | 4      | 0      |
| 2009-2010       | HB Køge           | SL              | 10         | 1          | CD              | 3               | 0               | -                  | -                  | -                  | -          | -          | -          | 13     | 1      |
| 2010-2011       | HB Køge           | 1D              | 28         | 16         | CD              | 1               | 0               | -                  | -                  | -                  | -          | -          | -          | 29     | 16     |
| 2011-gen. 2012  | HB Køge           | SL              | 17         | 5          | CD              | 2               | 1               | -                  | -                  | -                  | -          | -          | -          | 19     | 6      |
| Totale HB Køge  | Totale HB Køge    | Totale HB Køge  | 55         | 22         |                 | 6               | 1               |                    | -                  | -                  |            | -          | -          | 61     | 23     |
| gen.-giu. 2012  | Brøndby           | SL              | 14         | 5          | CD              | -               | -               | -                  | -                  | -                  | -          | -          | -          | 14     | 5      |
| 2012-2013       | Brøndby           | SL              | 30         | 15         | CD              | 3               | 0               | -                  | -                  | -                  | -          | -          | -          | 33     | 15     |
| 2013-2014       | Brøndby           | SL              | 24         | 12         | CD              | 1               | 1               | -                  | -                  | -                  | -          | -          | -          | 25     | 13     |
| lug.-ago. 2014  | Brøndby           | SL              | 5          | 3          | CD              | 0               | 0               | UEL                | 2                  | 0                  | -          | -          | -          | 7      | 3      |
| Totale Brøndby  | Totale Brøndby    | Totale Brøndby  | 74         | 35         |                 | 3               | 0               |                    | 2                  | 0                  |            | -          | -          | 79     | 35     |
| ago. 2014-2015  | Palermo           | A               | 4          | 0          | CI              | 0               | -               | -                  | -                  | -                  | -          | -          | -          | 4      | 0      |
| 2015-2016       | Charlton          | FLC             | 36         | 5          | FACup+CdL       | 1+0             | 0               | -                  | -                  | -                  | -          | -          | -          | 37     | 5      |
| 2016-2017       | Preston North End | FLC             | 25         | 3          | FACup+CdL       | 1+3             | 0+3             | -                  | -                  | -                  | -          | -          | -          | 29     | 6      |
| 2017-2018       | Utrecht           | ED              | -          | -          | CO              | -               | -               | UEL                | 2                  | 0                  | -          | -          | -          | 2      | 0      |
| 2018-2019       | Utrecht           | ED              | 3          | 0          | CO              | -               | -               | UEL                | -                  | -                  | -          | -          | -          | 3      | 0      |
| 2019-gen. 2020  | Utrecht           | ED              | 3          | 1          | CO              | 1               | 1               | UEL                | -                  | -                  | -          | -          | -          | 4      | 2      |
| Totale Utrecht  | Totale Utrecht    | Totale Utrecht  | 6          | 1          |                 | 1               | 1               |                    | 2                  | 0                  |            | -          | -          | 9      | 2      |
| gen.-giu. 2020  | Dinamo Dresda     | 2L              | 9          | 3          | CG              | -               | -               | -                  | -                  | -                  | -          | -          | -          | 9      | 3      |
| Totale carriera | Totale carriera   | Totale carriera | 212        | 69         |                 | 16              | 5               |                    | 4                  | 0                  |            | -          | -          | 232    | 74     |

### Cronologia presenze e reti in nazionale
| Cronologia completa delle presenze e delle reti in nazionale ― Danimarca | Cronologia completa delle presenze e delle reti in nazionale ― Danimarca | Cronologia completa delle presenze e delle reti in nazionale ― Danimarca | Cronologia completa delle presenze e delle reti in nazionale ― Danimarca | Cronologia completa delle presenze e delle reti in nazionale ― Danimarca | Cronologia completa delle presenze e delle reti in nazionale ― Danimarca | Cronologia completa delle presenze e delle reti in nazionale ― Danimarca | Cronologia completa delle presenze e delle reti in nazionale ― Danimarca |
| Data                                                                     | Città                                                                    | In casa                                                                  | Risultato                                                                | Ospiti                                                                   | Competizione                                                             | Reti                                                                     | Note                                                                     |
| ------------------------------------------------------------------------ | ------------------------------------------------------------------------ | ------------------------------------------------------------------------ | ------------------------------------------------------------------------ | ------------------------------------------------------------------------ | ------------------------------------------------------------------------ | ------------------------------------------------------------------------ | ------------------------------------------------------------------------ |
| 22-3-2013                                                                | Olomouc                                                                  | Rep. Ceca                                                                | 0 – 3                                                                    | Danimarca                                                                | Qual. Mondiali 2014                                                      | -                                                                        |                                                                          |
| 26-3-2013                                                                | Copenaghen                                                               | Danimarca                                                                | 1 – 1                                                                    | Bulgaria                                                                 | Qual. Mondiali 2014                                                      | -                                                                        |                                                                          |
| 5-6-2013                                                                 | Aalborg                                                                  | Danimarca                                                                | 2 – 1                                                                    | Georgia                                                                  | Amichevole                                                               | -                                                                        |                                                                          |
| 11-6-2013                                                                | Copenaghen                                                               | Danimarca                                                                | 0 – 4                                                                    | Armenia                                                                  | Qual. Mondiali 2014                                                      | -                                                                        |                                                                          |
| 10-9-2013                                                                | Erevan                                                                   | Armenia                                                                  | 0 – 1                                                                    | Danimarca                                                                | Qual. Mondiali 2014                                                      | -                                                                        |                                                                          |
| 11-10-2013                                                               | Copenaghen                                                               | Danimarca                                                                | 2 – 2                                                                    | Italia                                                                   | Qual. Mondiali 2014                                                      | -                                                                        |                                                                          |
| Totale                                                                   |                                                                          | Presenze                                                                 | 6                                                                        |                                                                          | Reti                                                                     | 0                                                                        |                                                                          |

| Cronologia completa delle presenze e delle reti in nazionale (partite non ufficiali) ― Danimarca | Cronologia completa delle presenze e delle reti in nazionale (partite non ufficiali) ― Danimarca | Cronologia completa delle presenze e delle reti in nazionale (partite non ufficiali) ― Danimarca | Cronologia completa delle presenze e delle reti in nazionale (partite non ufficiali) ― Danimarca | Cronologia completa delle presenze e delle reti in nazionale (partite non ufficiali) ― Danimarca | Cronologia completa delle presenze e delle reti in nazionale (partite non ufficiali) ― Danimarca | Cronologia completa delle presenze e delle reti in nazionale (partite non ufficiali) ― Danimarca | Cronologia completa delle presenze e delle reti in nazionale (partite non ufficiali) ― Danimarca |
| Data                                                                                             | Città                                                                                            | In casa                                                                                          | Risultato                                                                                        | Ospiti                                                                                           | Competizione                                                                                     | Reti                                                                                             | Note                                                                                             |
| ------------------------------------------------------------------------------------------------ | ------------------------------------------------------------------------------------------------ | ------------------------------------------------------------------------------------------------ | ------------------------------------------------------------------------------------------------ | ------------------------------------------------------------------------------------------------ | ------------------------------------------------------------------------------------------------ | ------------------------------------------------------------------------------------------------ | ------------------------------------------------------------------------------------------------ |
| 15-1-2012                                                                                        | Bangkok                                                                                          | Danimarca                                                                                        | 1 – 1                                                                                            | Norvegia                                                                                         |                                                                                                  | 1                                                                                                |                                                                                                  |
| 18-1-2012                                                                                        | Bangkok                                                                                          | Corea del Sud Olimpica                                                                           | 3 – 0                                                                                            | Danimarca                                                                                        |                                                                                                  | -                                                                                                |                                                                                                  |
| 21-1-2012                                                                                        | Bangkok                                                                                          | Thailandia                                                                                       | 1 – 3                                                                                            | Danimarca                                                                                        |                                                                                                  | 1                                                                                                |                                                                                                  |
| Totale                                                                                           |                                                                                                  | Presenze                                                                                         | 3                                                                                                |                                                                                                  | Reti                                                                                             | 2                                                                                                |                                                                                                  |